# 小頓基湖
54°35′49″N 64°23′14″E / 54.59694°N 64.38722°E
小頓基湖（俄语：Малые Донки），是俄羅斯的湖泊，位於該國西南部，由庫爾干州責管轄，處於庫爾塔梅什區，海拔高度94米，面積41.8平方公里，集水區面積197.8平方公里。